# BP Tour
BP Tour – przedsiębiorstwo transportowe powstałe w 1997 roku. Prowadzi autobusowe przewozy międzynarodowe i krajowe, w tym przewozy o charakterze użyteczności publicznej.
Przedsiębiorstwo dysponuje flotą ponad 120 pojazdów.

## BP Tour: Oddział Gdańsk
Od 1 stycznia 2018 BP Tour realizuje zlecenia Zarządu Transportu Miejskiego w Gdańsku wykonując przewozy na liniach w większości wyjeżdżających poza Gdańsk: 107, 117, 122, 126, 132, 143, 156, 158, 166, 171, 174, 175, 200, 205, 207, 232, 255, 256, 307, N1 i N5.
Za realizację przez BP Tour w ciągu ośmiu lat prawie 22 milionów wozokilometrów ZTM w Gdańsku miało zapłacić ponad 137 mln zł.
Flota przewoźnika BP Tour – Oddział w Gdańsku składa się z głównie 38 autobusów niskopodłogowych o emisji spalinowej Euro 6 marki Mercedes-Benz. Autobusy dla Gdańska są nowe oraz wyposażone w sterowniki R&G Plus w 3 wyświetlacze z zewnątrz informujące o linii oraz kierunku jazdy, natomiast w wewnątrz autobusy posiadają dwa wyświetlacze wskazujące linię, kierunek, datę i godzinę oraz przystanki, na których linia będzie przejeżdżać.
| Flota przewoźnika: BP Tour – oddział Gdańsk | Flota przewoźnika: BP Tour – oddział Gdańsk | Flota przewoźnika: BP Tour – oddział Gdańsk | Flota przewoźnika: BP Tour – oddział Gdańsk |
| Marka / Model                               | Rok produkcji                               | Liczba autobusów                            | Numery taborowe                             |
| ------------------------------------------- | ------------------------------------------- | ------------------------------------------- | ------------------------------------------- |
| Mercedes-Benz Conecto LF                    | 2017                                        | 15                                          | #8001-8015                                  |
| Mercedes-Benz Conecto LF                    | 2019                                        | 1                                           | #8016                                       |
| Mercedes-Benz Conecto G LF                  | 2017                                        | 22                                          | #8501-8522                                  |
| Mercedes-Benz Citaro C2K                    | 2017                                        | 1                                           | #8401                                       |

## BP Tour: Oddział Gdynia
Od 1 stycznia 2019 roku BP Tour realizuje zlecenia Zarządu Komunikacji Miejskiej w Gdyni. W maju 2020 roku posiadał 12 autobusów do obsługi linii: 144, 165, 177, 185 i 187. W grudniu 2020 roku przewoźnik wygrał przetarg na obsługę linii 181 oraz linii 84 i 87.
Flota przewoźnika BP Tour – Oddział w Gdyni składa się z 9 autobusów niskopodłogowych składająca się z marek takich jak: Mercedes-Benz, Solaris. Autobusy w większości są używane oprócz najnowszych Mercedes-Benz Conecto New Generation. Reszta autobusów są zakupione w większości od warszawskiego przewoźnika Mobilis (czyt. autobusy Solaris Urbino 12 III generacji), od PKS Gdynia/Norgesbuss Nordre Follo (czyt. autobusy Mercedes-Benz Citaro O530 II generacji). Zajezdnie autobusową znajduje się w Gdańsku wraz z oddziałem Gdańskim.
| Flota przewoźnika: BP Tour – oddział Gdynia | Flota przewoźnika: BP Tour – oddział Gdynia | Flota przewoźnika: BP Tour – oddział Gdynia | Flota przewoźnika: BP Tour – oddział Gdynia |
| Marka / Model                               | Rok produkcji                               | Liczba autobusów                            | Numery taborowe                             |
| ------------------------------------------- | ------------------------------------------- | ------------------------------------------- | ------------------------------------------- |
| Solaris Urbino 12 III gen.                  | 2007                                        | 5                                           | #8081-8086                                  |
| Mercedes-Benz Citaro O530 II gen.           | 2009                                        | 2                                           | #8088-8089                                  |
| Mercedes-Benz Conecto New Generation        | 2019                                        | 2                                           | #8092-8093                                  |

## BP Tour: Oddział Łódź
Od 1 marca 2020 roku do 30 listopada 2023 roku BP Tour realizował zlecenia MPK Łódź. W maju 2020 roku posiadał 15 autobusów do obsługi linii: 43A, 43B, Z45 i Z46. 24 czerwca 2020 roku spółka wygrała przetarg na obsługę linii Z41.
Od dnia 19.09.2020 do 19.09.2022 BP Tour obsługiwało linię Z41, zwiększając liczbę posiadanych autobusów do 22. W międzyczasie nastąpiła likwidacja linii Z45 (20.12.2021) i Z46 (01.02.2022), a spółka przejęła częściową obsługę linii Z13, którą – wraz z liniami 43A, 43B – utrzymywała w obsłudze do końca obowiązywania kontraktu z miejskim przewoźnikiem.
| Flota przewoźnika: BP Tour – oddział Łódź | Flota przewoźnika: BP Tour – oddział Łódź | Flota przewoźnika: BP Tour – oddział Łódź | Flota przewoźnika: BP Tour – oddział Łódź |
| Marka / Model                             | Rok produkcji                             | Liczba autobusów                          | Numery taborowe                           |
| ----------------------------------------- | ----------------------------------------- | ----------------------------------------- | ----------------------------------------- |
| Solaris Urbino 18 III gen.                | 2010-2011                                 | 21                                        | #9050-9071                                |
| Mercedes-Benz O530G C2                    | 2014                                      | 1                                         | #9065                                     |
| Volvo 7700 Hybrid                         | 2011                                      | 1                                         | #9073                                     |

## Pozostałe usługi transportowe
Przedsiębiorstwo obsługuje regularne linie międzymiastowe oraz prowadzi także wynajem pojazdów.